# Un oiseau rare
Pour plus de détails, voir Fiche technique et Distribution.
Un oiseau rare est un film français réalisé par Richard Pottier, sorti en 1935, écrit par Jacques Prévert, d'après le roman Trois hommes dans la neige d'Erich Kästner.

## Synopsis
Berthier, fils d'une modeste oiseleuse des quais de Seine, participe à un concours de slogans pour la nouvelle lampe petit Buis  organisé par le consortium de Melleville, un millionnaire original. Valentin, le valet de chambre de celui-ci, participe également au concours et, par l'intermédiaire de son maître, remet son slogan au jury. Supposant que l'enveloppe émane de Melleville, le jury rétrograde Berthier à la seconde place et déclare Valentin vainqueur du premier prix. Valentin gagne quinze jours aux sports d'hiver et Berthier huit. Mais Melleville, qui ne peut se passer de son valet, décide de l'accompagner et, pour étudier la nature humaine, d'inverser les rôles : Valentin prend l'identité d'un riche client et Melleville se déguise en « pauvre ». 
Les choses se compliquent quand Léonie, la gouvernante, prévient l'hôtel du stratagème afin qu'on prépare une chambre somptueuse à son maître. Or, c'est Berthier qui est pris pour le millionnaire et bénéficie des soins très attentionnés de la direction et du personnel ; alors que Melleville se retrouve logé dans une chambre de bonne aux vitres cassées sous les toits et se voit obligé par la direction de réaliser de menus services… Se succèdent nombre de quiproquos entre Melleville, Valentin et Berthier. Situation compliquée encore par l'arrivée de Renée, la fille de Melleville, accompagnée de Noémie, la gouvernante, ainsi que par la présence de clients originaux : la baronne Tourtau, jeune mariée nymphomane qui s'essaie à séduire le « riche » Berthier et Mascaret, client envahissant et obséquieux. Tout rentrera dans l'ordre : Berthier et Renée quitteront l'hôtel en amoureux.

## Fiche technique
- Titre : Un oiseau rare
- Réalisation : Richard Pottier
- Scénario et dialogues : Jacques Prévert, d'après le roman Trois hommes dans la neige (Drei Männer im Schnee) d'Erich Kästner (1934)
- Photographie : Jean Bachelet et Charlie Bauer
- Décors : Jacques Krauss et Robert Hubert
- Son : Robert Teisseire
- Montage : Pierre Méguérian[1]
- Musique : Henri Poussigue[2]
- Production : Oscar Dancigers
- Société de production : Mega Films
- Pays d'origine :  France
- Format : noir et blanc - 35 mm - 1,37:1
- Genre : Comédie
- Durée : 90 minutes
- Date de sortie : France, 7 juin 1935
- Affiche : Roger Cartier (France)

## Distribution
- Max Dearly : Melleville, le millionnaire
- Pierre Brasseur : Jean Berthier
- Monique Rolland : Renée, la fille de Melleville
- Pierre Larquey : Valentin Fortichet, le valet de Melleville
- Madeleine Suffel : la baronne Tourtau
- Léon Arvel : Broux
- Charles Deschamps : le directeur de l'hôtel
- Marcel Duhamel : le baron Tourtau
- Géno Ferny : un membre du conseil d'administration
- Claire Gérard : Mme Berthier, la mère de Jean
- Anthony Gildès : le sourd qui joue au échecs
- Madeleine Guitty : Léonie, la gouvernante de Renée Melleville
- Georges Jamin : un montagnard
- Maurice Marceau : un danseur au chalet
- Marguerite de Morlaye : une danseuse au bal masqué
- Jean Tissier : Mascaret, client de l'hôtel
- Henri Vilbert : Grégoire
- Liliane Lesaffre : l'aubergiste
- Carlos Avril
- Lou Bonin

## Autour du film
- Un personnage non crédité au générique (et pour cause) constitue en quelque sorte la clé du film, il s'agit du perroquet « Ravaillac » que le riche Melleville achète chez Madame Berthier. Un perroquet bavard mais grossier, qui donne à Valentin le slogan publicitaire et lui fait « gagner » le premier prix[3].
- Les livres d’Erich Kästner furent brûlés lors des Autodafés de 1933 en Allemagne ordonnés par Hitler. Dans le film Melleville collectionne les automates. Lors d’une conférence pour le choix d’un slogan pour la lampe petit Buis, il s’amuse avec un clown ,jouet automate à roulettes, appelé Adolf.